# Aeroporto di Foligno
L'Aeroporto di Foligno (ICAO: LIAF), o Aeroporto Foligno-Spoleto (anche detto Aeroporto di Foligno-Sant'Eraclio o Aeroporto di Foligno-Sterpete), è oggi un aeroporto civile che, come programmato dalla regione Umbria, ha una funzione integrativa e complementare a quella dell'Aeroporto "San Francesco d'Assisi", in particolare a supporto del Centro Nazionale di Protezione Civile di Foligno (anche in funzione di sede di una flotta aerea della Protezione Civile e scuola piloti della Protezione Civile), sviluppo del turismo aereo e dell'istruzione piloti attraverso il locale aeroclub e la scuola di volo, funzioni di supporto alle industrie aeronautiche presenti a Foligno; e, come programmato dal Comune di Foligno, per voli charter, low cost, aerotaxi e soprattutto per voli cargo a supporto della piastra logistica e centro intermodale che si stanno realizzando nelle adiacenze e nel perimetro aeroportuale lungo la Ferrovia Roma-Ancona, la superstrada Flaminia e immediate vicinanze del nodo stradale e ferroviario di Foligno.
Dal 2005 la storica pista in erba, 17/35, di 2.200 m x 60 m (+200 m +200 m di overrun), non esiste più, è stata sostituita da una nuova pista in cemento con rivestimento in asfalto di 1660 m (comprese le testate) x30 m (130 m ogni testata, +200 m +200 m di overrun in erba) inaugurata il 10 settembre 2006. Esiste anche una seconda pista, in erba, 17GLD/35GLD, di 1230 m x 30 m.

L'Aeroporto di Foligno appartiene alla direzione circoscrizionale aeroportuale (D.C.A.) "Ancona-Pescara", ATS giurisdizionale di Roma-Urbe.
Il 12 giugno 2008 è stato inaugurato un servizio antincendio effettuato da una prima flotta composta da 6 idrovolanti Air Tractor AT-802F "Fire Boss", appartenenti ad una compagnia privata convenzionata con la Protezione Civile . In collegamento con tale servizio è anche prevista a Foligno la relativa assistenza tecnica di manutenzione; contestualmente dovrebbe anche essere attivata una scuola piloti della Protezione Civile. Dall'estate 2008 l'aeroporto di Foligno è anche sede degli elicotteri antincendio della Regione Umbria.
A novembre del 2022 un accordo tra ENAC e Regione Umbria prevede l’affidamento in concessione di Aree e infrastrutture presso l’aeroporto di Foligno per l’attivazione del servizio regionale di elisoccorso del 118 

## Caratteristiche delle piste

### RWY 17/35
La pista principale, in cemento con rivestimento in conglomerato bituminoso speciale, ha un orientamento di 170°/350° ed una lunghezza totale di 1660 m, di cui i primi 130 m per ogni testata (per un totale di 260 m), sono considerati SWY (stopway, zona di arresto), la larghezza è quella regolamentare di 30 m, le CWY hanno larghezza e lunghezza di 130 m. Tutte le dimensioni sono identiche per entrambe le testate: le dimensioni della "strip" (striscia di rispetto della pista) sono regolamentari di 1480x80 m, tutta la larghezza della strip è considerata CGA (Cleared and Grounded Area, area pulita e livellata), la RESA (runway end safety area, area di sicurezza di fine pista) è di 90x60 m, la TODA (take-off distance available, distanza disponibile per il decollo) e l'ASDA (Accelerate-stop distance available, distanza disponibile per accelerazione-arresto) sono di 1530 m.
L'elevazione della RWY per atterraggio di precisione è di 730 ft per la 17 e 695,5 ft per la 35
La resistenza della pista è classificata 36/A/X/T.
È presente un impianto PAPI a quattro luci (precision approach path indicator, indicatore di planata per avvicinamenti di precisione) su entrambe le testate.
La pista è inoltre stata predisposta per gli impianti delle luci di avvicinamento e luci pista, necessari al volo notturno.
Il comune di Foligno ha previsto il prolungamento della pista a 2300 m.
TWY A
La pista di rullaggio "A" collega il piazzale "A" alla pista principale, è in asfalto, ha una larghezza regolamentare di 15 m ed una resistenza classificata 36/A/X/T.

### RWY 17GLD/35GLD
È la pista secondaria, dedicata essenzialmente al volo a vela, ha la superficie in erba, orientamento parallelo a quello della pista principale, lunghezza di 1100 m e larghezza di 30 m, anche TODA e ASDA sono di 1100 m.
L'elevazione della RWY per atterraggio di precisione è di 722 ft per la 17 e 695,5 ft per la 35

### Procedure di avvicinamento
Il circuito di traffico si svolge ad ovest per i velivoli a motore e ad est per gli alianti.
In fase di avvicinamento va stabilito il contatto con "Foligno radio" sulla frequenza di 119,55 MHz.
È vietato l'utilizzo contemporaneo di entrambe le piste.
È vietata l'attività di ultraleggeri.

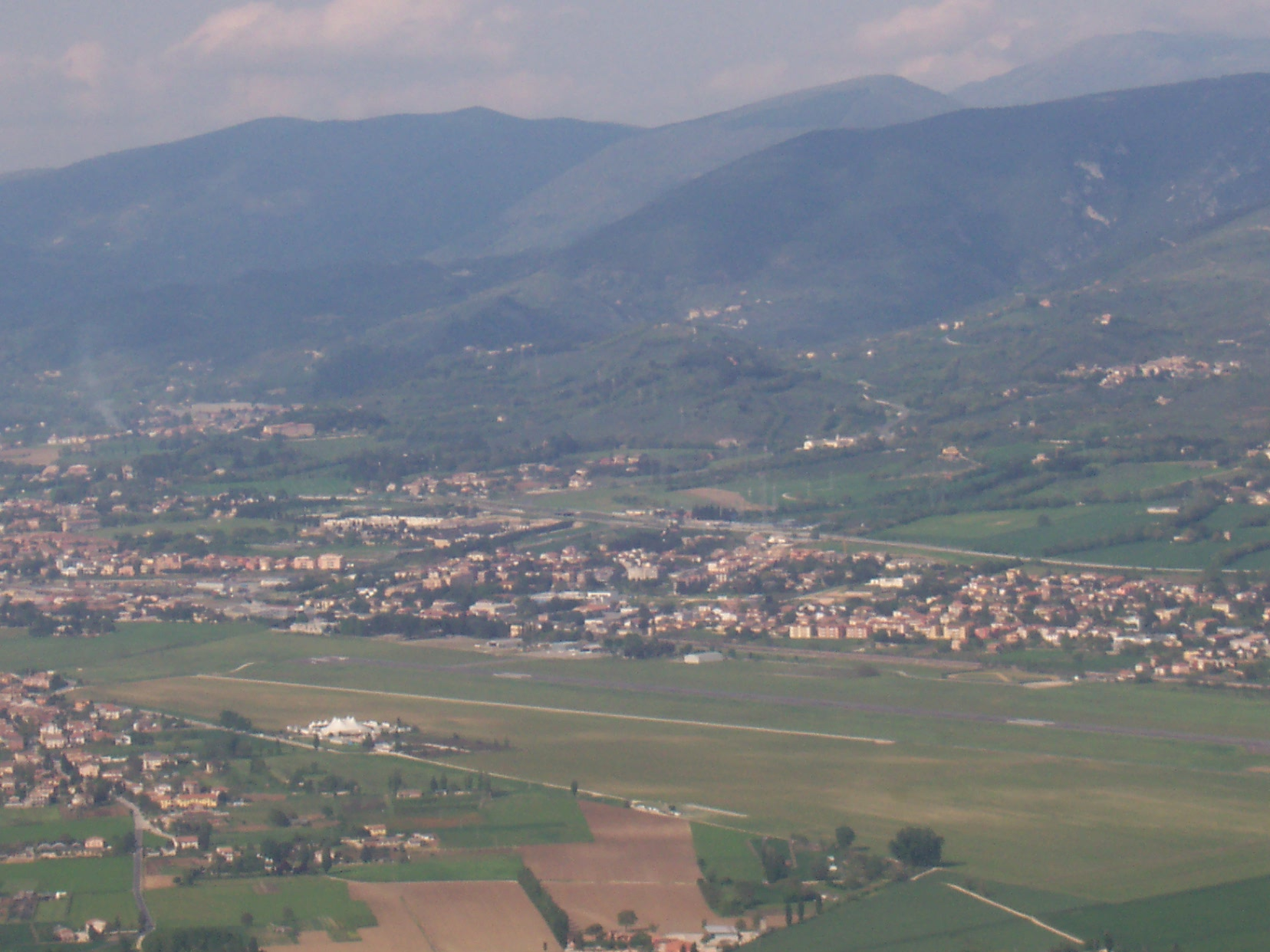
L'aeroporto di Foligno

## Servizi ed operatori
L'aeroporto di Foligno dispone di distributori di carburanti, di un'officina, di più hangar per il ricovero degli aeromobili, di alcuni servizi al pubblico (bar, ristorante, ecc.), oltre alle scuole di volo a motore e volo a vela gestite dall'Aeroclub Foligno. Adiacente all'aeroporto si trova la Sezione Operativa di Foligno dell'Ufficio delle Dogane.
Svolgono la propria attività specifica all'interno dell'aeroporto di Foligno sette realtà, delle quali una si occupa di servizi antincendio.

## Storia

### Gli albori dell'aviazione, la prima guerra mondiale, lo scalo passeggeri

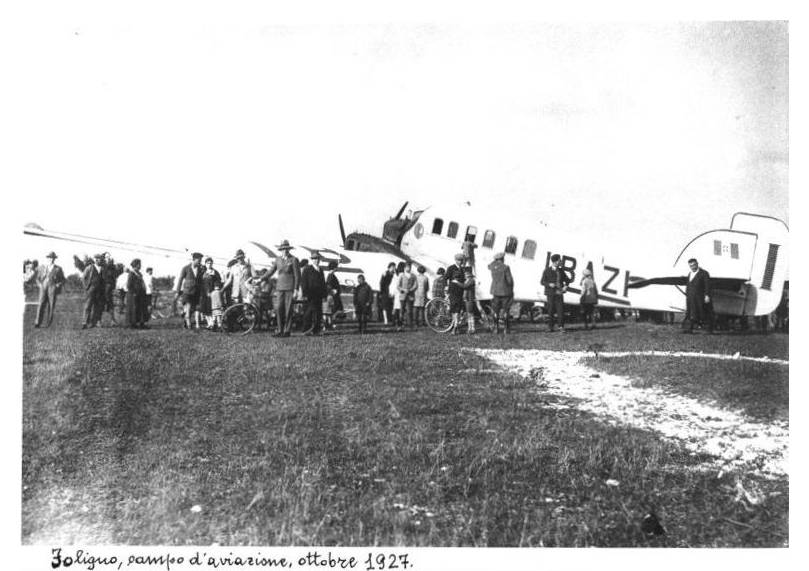
Uno Junkers G 24ge, durante uno scalo all'aeroporto di Foligno nell'ottobre 1927. (Archivio Lanfranco Cesari).

Dalla metà dell'Ottocento don Abdon Menecali, sacerdote, patriota e pioniere dell'aviazione (nato a Todi il 18 maggio 1827) condusse a Foligno, dove viveva, vari esperimenti con macchine volanti (ovvero gli aeromobili, o pretesi tali, che precedettero il primo aereo dei fratelli Wright). Era soprannominato il "Prete volante".
Nel 1907 Domenico Micheli, proprietario di uno dei primi cotonifici industriali, a Scopoli (frazione di Foligno), in collaborazione con l'ingegner Ulivi costruì uno tra i primi aeroplani al mondo, a cui diede il nome di una delle proprie figlie, "Maria". L'aereo venne collaudato dal sarto del paese, tale Antonio Bellatreccia, ma dopo vari incidenti fu irrimediabilmente distrutto. Rimangono solo alcune foto dell'epoca e qualche pezzo meccanico dell'aereo. L'aereo era progettato su un modello Blériot era lungo 7,2 m e con apertura alare di 8,02 m, pesava a vuoto 225 kg e montava un motore Anzani.
L'area dell'aeroporto fu sede di esercitazioni militari dalla metà del Settecento (lanci di aerostati avvenivano anche dal Parco dei Canapè), l'aeroporto di Foligno ebbe origine ai primordi dell'aviazione, negli anni ottanta dell'Ottocento: in quel periodo (1882 e 1892) vi si svolsero grandi esercitazioni militari con aerostati, la partecipazione di 50.000 uomini e la presenza del re Umberto I. Dall'inizio del XX secolo vi volarono i primi aerei. Raid aerei vi si svolsero annualmente dal 1911.
Durante la prima guerra mondiale vi era molto attivo dall'agosto 1916 il distaccamento di Foligno del "Battaglione Squadriglie Aviatori, Sezione Difesa Antiaerea" dotato di Farman 14 che nel gennaio 1917 aveva 2 piloti, tra cui il comandante era il Sottotenente Prospero Freri ed in febbraio 4 piloti che disponevano anche dei Farman con motore Colombo.
Nel 1926 la pista, di 770 m × 640 m, fu recintata. Dal 1927 al 1934 fu utilizzato come scalo passeggeri, soprattutto dagli Junkers G24 ge della compagnia aerea Società Anonima Transadriatica (e compagnie eredi di questa) sulla rotta Roma-Venezia-Vienna.

### La scuola, la seconda guerra mondiale, l'AUSA

La palazzina comando dell'Aeroporto di Foligno nel 1938; non c'era ancora la torre di controllo.

Nel 1934 fu costituita una Scuola di Pilotaggio e costruito un primo hangar, un magazzino e la stazione radio. nel 1935 fu istituita la Scuola Militare per Allievi Ufficiali e Sottufficiali Piloti della Regia Aeronautica, costruiti altri due hangar ed una palazzina. Negli anni immediatamente successivi l'aeroporto è oramai una struttura armata, vengono costruite altre palazzine, alloggi, hangar, depositi di carburante e magazzini, costruita la torre di controllo sopra la palazzina comando e la pista venne prolungata fino a 2.200 m (lunghezza per allora enorme) ed illuminata per il volo notturno. All'epoca gli impianti e la pista erano tra i migliori d'Italia.
Dal 1936 operava con i Breda Ba.28.
Nel 1939 l'aeroporto venne intitolato al Sottotenente Pilota Giorgio Franceschi, Medaglia d'oro al valor militare. Impulso venne dato nel periodo bellico dalle industrie aeronautiche dell'Aeronautica Umbra S.A. che produceva su licenza il famoso S.M.79 "Sparviero", soprannominato "il Gobbo maledetto", e il S.M.81 e che sviluppò anche propri progetti, come il caccia AUT 18.
Negli stessi anni vennero istituite la Scuola Addestramento Caccia e la Scuola Caccia Intercettori, nonché una sezione antiparacadutista a difesa dell'aeroporto stesso. In questo periodo l'Aeroporto di Foligno è tra i più importanti aeroporti militari italiani come struttura, ma non dal punto di vista bellico, perché a causa della posizione molto aperta e della vicinanza alla città, era militarmente poco difendibile. A fine anno del 1943 gli impianti aeroportuali vennero distrutti quasi completamente dai tedeschi in ritirata.

### Dal dopoguerra ai giorni nostri
Fino al 1947 resta "presidio aeronautico", successivamente "Aeroporto militare custodito". Negli anni cinquanta fu istituita la linea passeggeri Roma-Foligno-Ancona che però ebbe vita brevissima.
Il 26 giugno 1952 all'aeroporto di Foligno avvenne il primo dirottamento aereo nella storia dell'aviazione su di un aereo di linea passeggeri. Vi atterrò infatti un Douglas DC-3 Dakota delle linee aeree Jugoslave che effettuava il collegamento tra Zagabria e Pola e che fu dirottato su Foligno. A bordo vi erano 27 passeggeri, tra cui 4 membri dell'equipaggio e i 3 dirottatori, operai di Zagabria, che chiesero asilo politico.

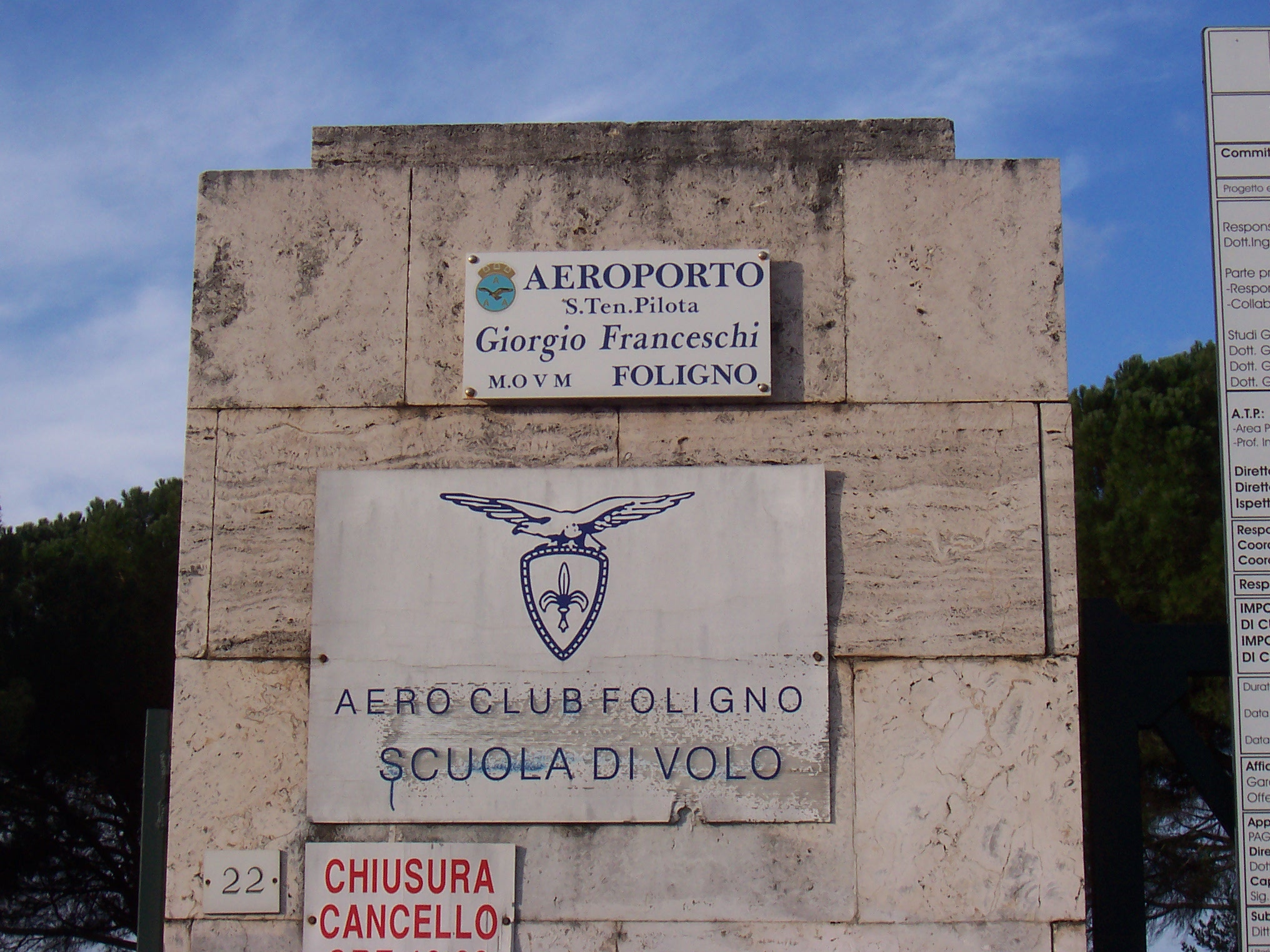
Ingresso aeroporto

Agli inizi degli anni settanta l'aeroporto di Foligno viene designato dai programmi del Ministero dei trasporti quale "Aeroporto Regionale Umbro," scalo per voli di linea a breve e medio raggio (venne anche avviata per brevissimo tempo una linea passeggeri regionale Roma-Foligno-Ancona), preferendolo a quello di Sant'Egidio per ragioni tecniche e logistiche (posizione, misure della pista in essere e potenziali, centralità, adiacenza a nodi ferroviari e stradali, vicinanza alla città, ecc.), ma poco dopo, il Consiglio Regionale Umbro capovolse la scelta per motivi politici e a causa della maggior vicinanza di Sant'Egidio al capoluogo regionale.
Negli anni novanta diventa aeroporto civile gestito direttamente dall'ENAC, l'Aeronautica Militare mantiene però la sua presenza all'interno del perimetro aeroportuale con un UST (Ufficio Sorveglianza Tecnica) - oggi "9º Servizio Tecnico Distaccato" - presso le Officine Meccaniche Aeronautiche S.p.A. (O.M.A.).
Nel 1994 si è costituito il "Consorzio per la gestione dell'aeroporto di Foligno", di cui è presidente il sindaco di Foligno.
Nell'estate 2003, sull'Aeroporto di Foligno, appositamente attrezzato, il 50º Gruppo di volo della 46ª Brigata aerea di Pisa, ha effettuato una serie di voli di addestramento e prova con velivoli C-130J "Hercules" utilizzando la vecchia pista in erba, considerata dai tecnici dell'Aeronautica unica per le ottime qualità di orientamento, posizione, misure, resistenza e drenaggio. Lo scopo era quello di testare le capacità di mezzi e personale in vista di un loro utilizzo in zone del mondo in cui sono impegnati contingenti militari italiani.
Tra i vari voli di stato effettuati dopo la realizzazione della nuova pista, particolare significato è quello effettuato, il 26 settembre 2007, dal Presidente della Repubblica, Giorgio Napolitano, in visita ufficiale in Umbria in occasione del decennale del terremoto di Umbria e Marche, con un Falcon 900EX del 31º stormo dell'Aeronautica Militare.
Il 29 luglio 2016 è stato inaugurato un nuovo impianto di rifornimento di carburante per aeromobili con distribuzione di benzina Avio e kerosene.
È in fase di completamento, da parte dell'ENAC, una nuova palazzina per i servizi e le sedi degli operatori.

## Programmi di sviluppo
Dal 2003, grazie ad una convenzione tra ENAC e Comune di Foligno, si sta procedendo ad un ammodernamento e potenziamento dell'aeroporto, a cui partecipano anche privati. Il primo intervento è stato la realizzazione di una nuova pista in cemento con rivestimento in asfalto speciale, infrastruttura inaugurata il 10 settembre 2006. Sono stati costruiti nuovi hangar, l'illuminazione della pista ed altre infrastrutture, oltre alla procedura e gli interventi necessari per innalzare la categoria antincendio dal 2º al 4º livello ICAO.
A fine dicembre 2008 è stata completata la realizzazione di una nuova recinzione lungo tutto il perimetro del sedime aeroportuale.
Per permetterne l'uso da parte di aeromobili di maggiori dimensioni, è previsto l'allungamento della nuova pista a 2300 m e l'ampliamento dei piazzali di sosta degli aeromobili. È pure in corso, presso l'ENAC, la procedura per aprire l'aeroporto al traffico commerciale.
L'ENAC ha annunciato di essere disponibile a cedere la gestione dell'aeroporto ad una compagnia cargo. La protezione civile ha annunciato di voler a breve creare a Foligno una scuola di formazione per i propri piloti.
A settembre 2013 è stato approvato un piano (finanziato dall'ENAC per un valore di 500 000 euro) che prevede entro 6-7 mesi la realizzazione di una nuova palazzina servizi e di una bretella di collegamento tra gli hangar e la pista di volo. Tutto ciò, unito alla prossima realizzazione della piastra logistica a sud dell'aeroporto, porteranno lo scalo a ricoprire un ruolo chiave per quanto concerne l'aeroturismo ed il trasporto merci.
È prevista a breve la creazione di una società di gestione dell'aeroporto e l'individuazione di un gestore unico aeroporto - piastra logistica/interporto.
A partire da febbraio 2024 l'aeroporto è stato scelto come sede per l'elisoccorso della regione Umbria con un accordo della durata di 6 anni.
Il servizio che si avvale di un elicottero Eurocopter EC 145 è attivato inizialmente per le sole ore diurne e a regime prevede una copertura H24 con circa 400 voli/anno stimati .

## L'Aeroclub ed altre associazioni
Nel 1964 si costituisce l'Aeroclub Foligno e prende vita una fiorente scuola piloti; il 28 marzo 1968 si costituisce la Sezione di Foligno dell'Associazione Arma Aeronautica; nel 1976 vi si avvia l'attività di volo a vela con relativa scuola. Negli anni novanta si è anche costituita l'"Associazione Piloti Sportivi".

Nel 1977 presso la scuola di volo a motore dell'Aeroclub Foligno, conseguì il brevetto di pilota civile l'attore e olimpionico di nuoto Carlo Pedersoli, meglio noto come Bud Spencer che poi girò all'aeroporto di Foligno anche alcune scene di suoi film. Tra i vari altri personaggi noti che hanno conseguito il brevetto di pilota civile a Foligno, oltre a molti piloti Alitalia, l'ex presidente della Regione Umbria, Maria Rita Lorenzetti, che è stata anche presidente dell'Aeroclub Foligno.
Nel 2011, con l'organizzazione dell'Aeroclub, l'aeroporto di Foligno fu sede della 26-esima edizione dei Campionati del mondo FAI di acrobazia aerea.

## Galleria d'immagini

Immagini storiche
Aeroporto di Foligno. Un Fiat C.R.32 e sullo sfondo la palazzina comando
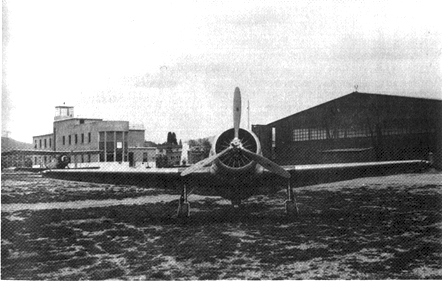
L'AUSA AUT 18, dietro la palazzina comando con torre di controllo, 1939 (Archivio Lanfranco Cesari).
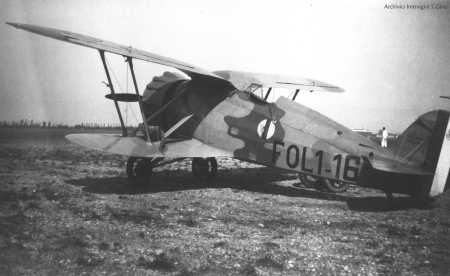
Un IMAM Ro.41 della scuola militare di volo di Foligno, 1938. (Archivio Lanfranco Cesari).
L'aeroporto ripreso da un ricognitore alleato nella seconda guerra mondiale.
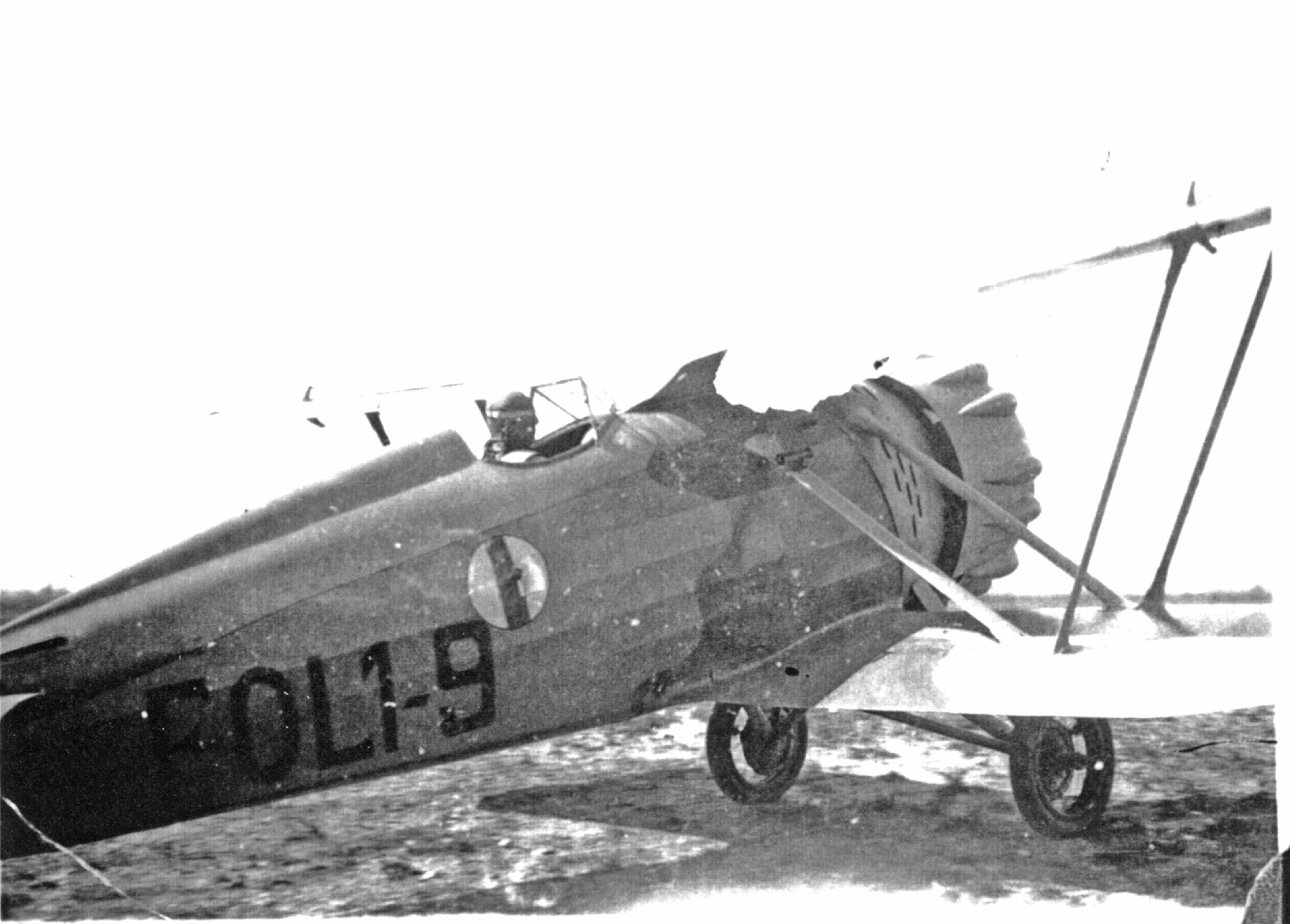
Scuola di volo per piloti da Caccia - Aeroporto di Foligno

Immagini contemporanee
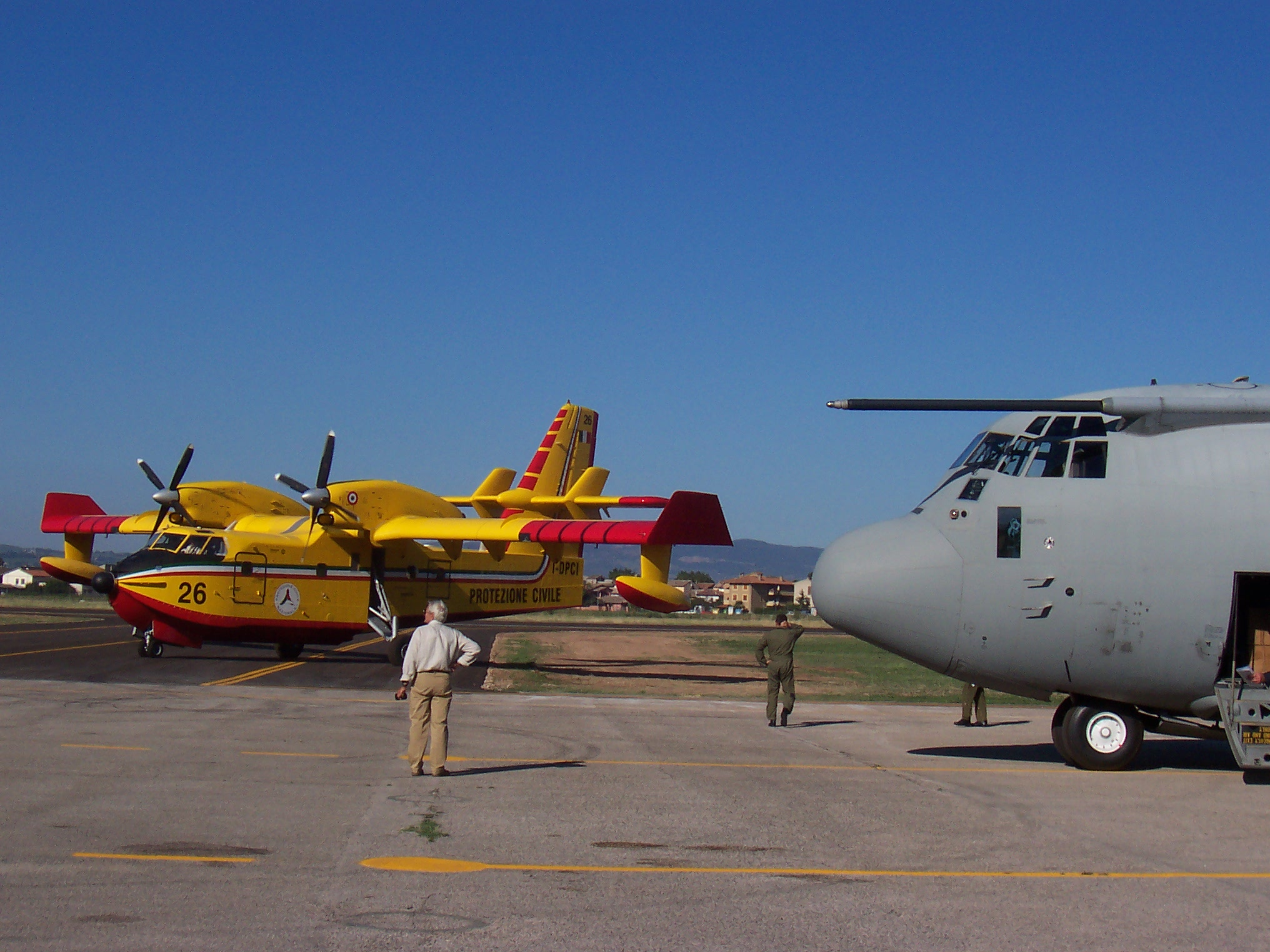
Un Canadair CL-415 della Protezione civile e un C130 (46ª Brigata aerea di Pisa) a Foligno.
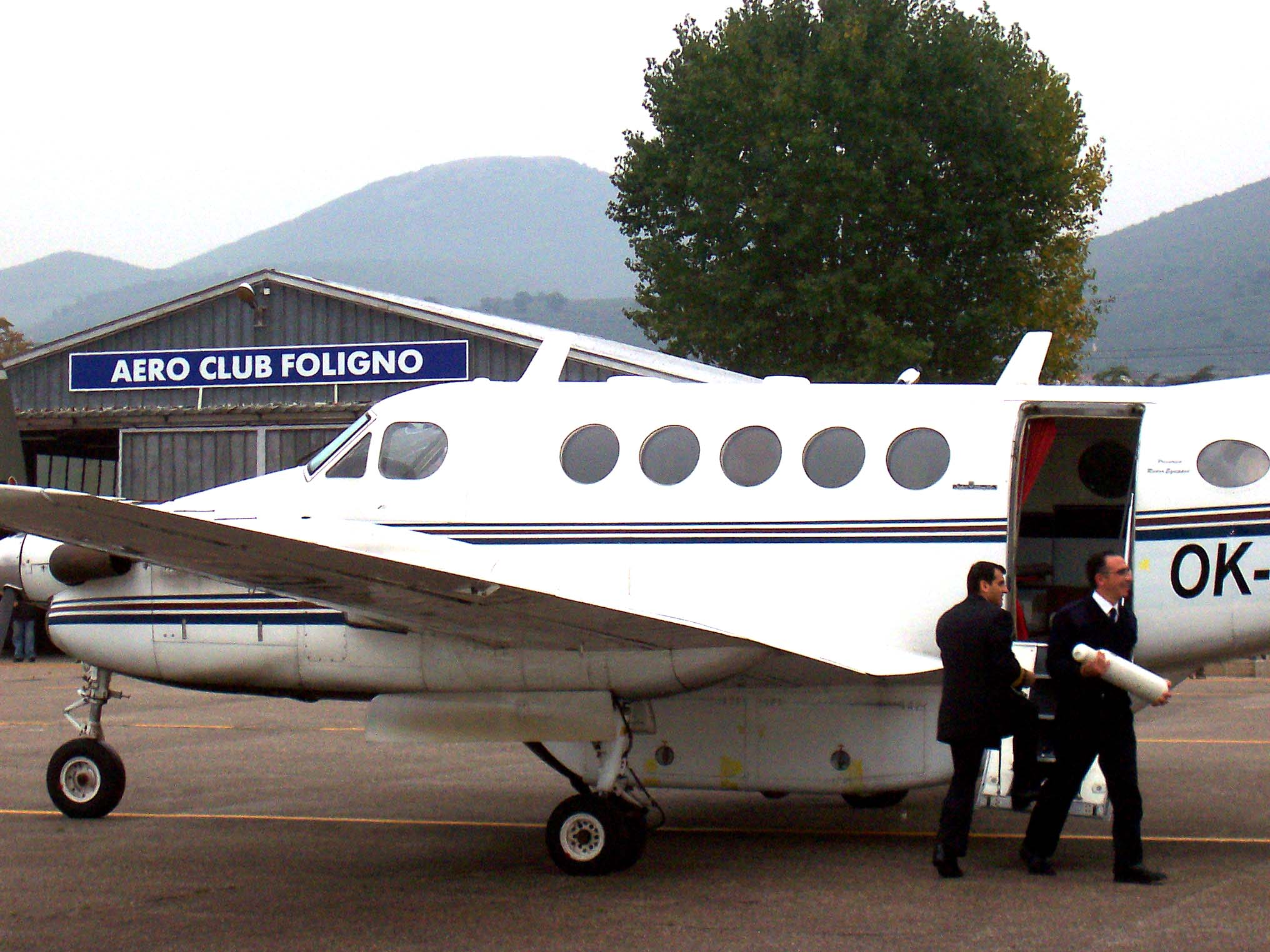
Un aerotaxi sanitario, all'aeroporto di Foligno.
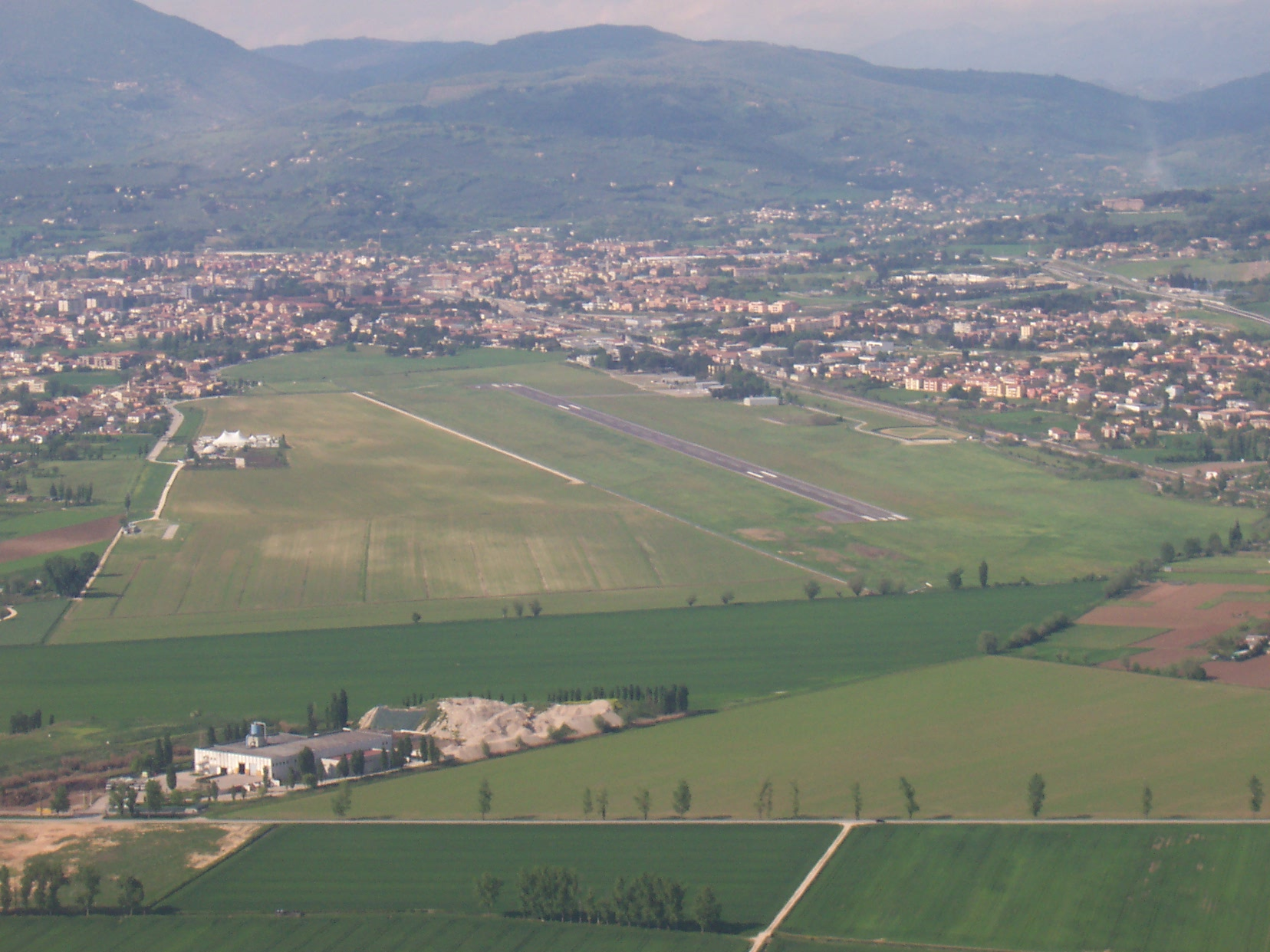
L'aeroporto di Foligno
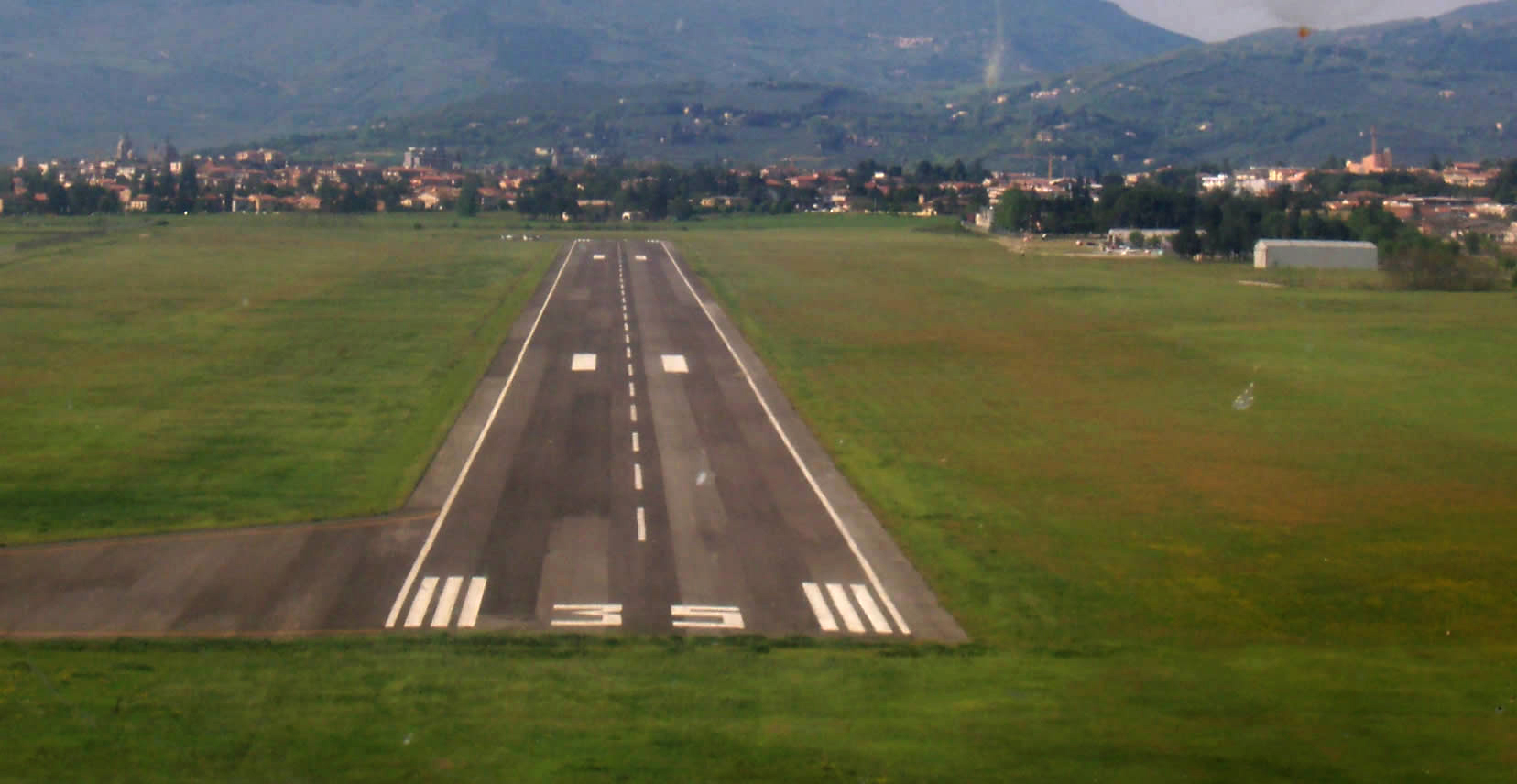
Testata 35
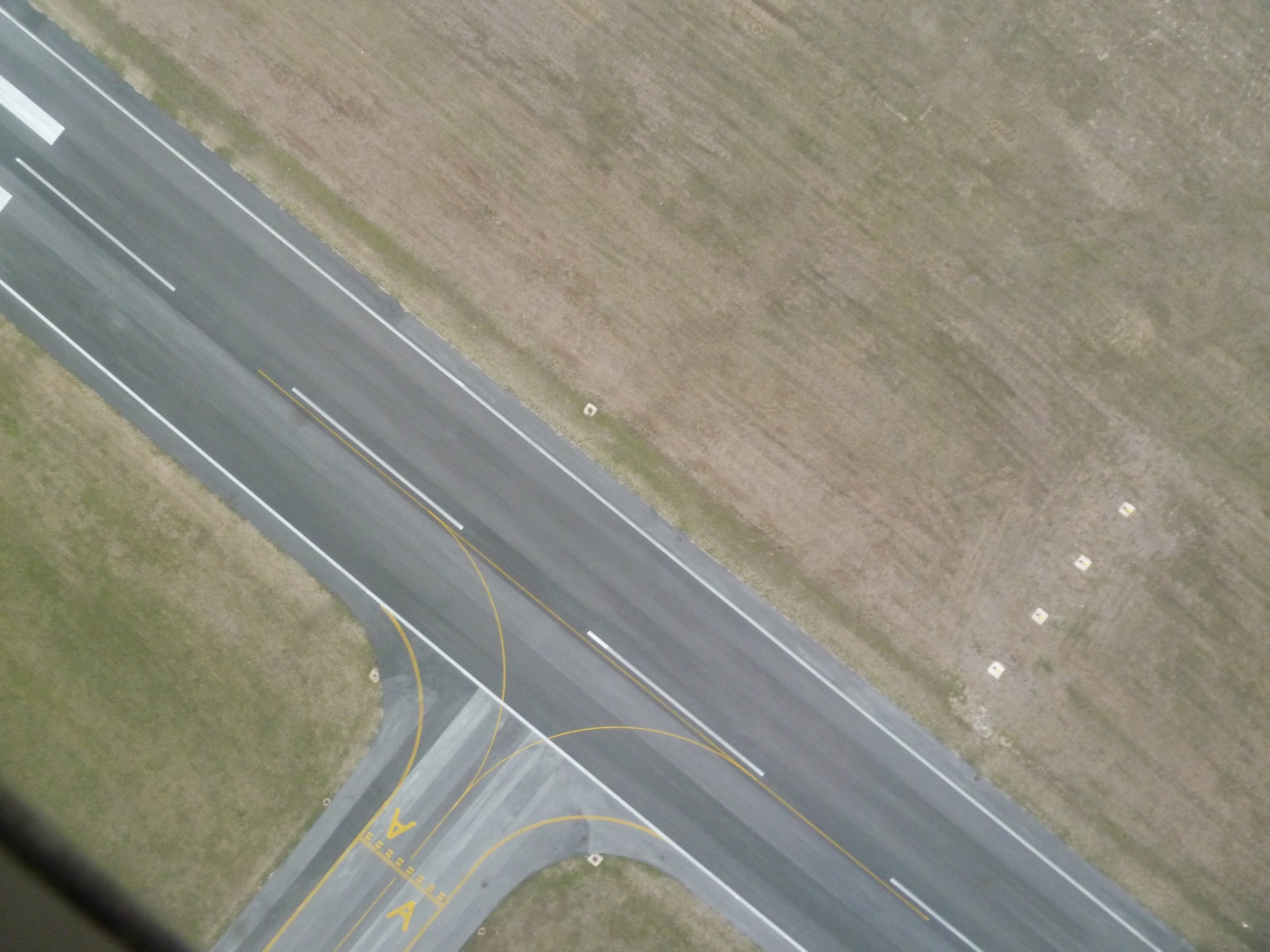
Raccordo alfa della pista in asfalto
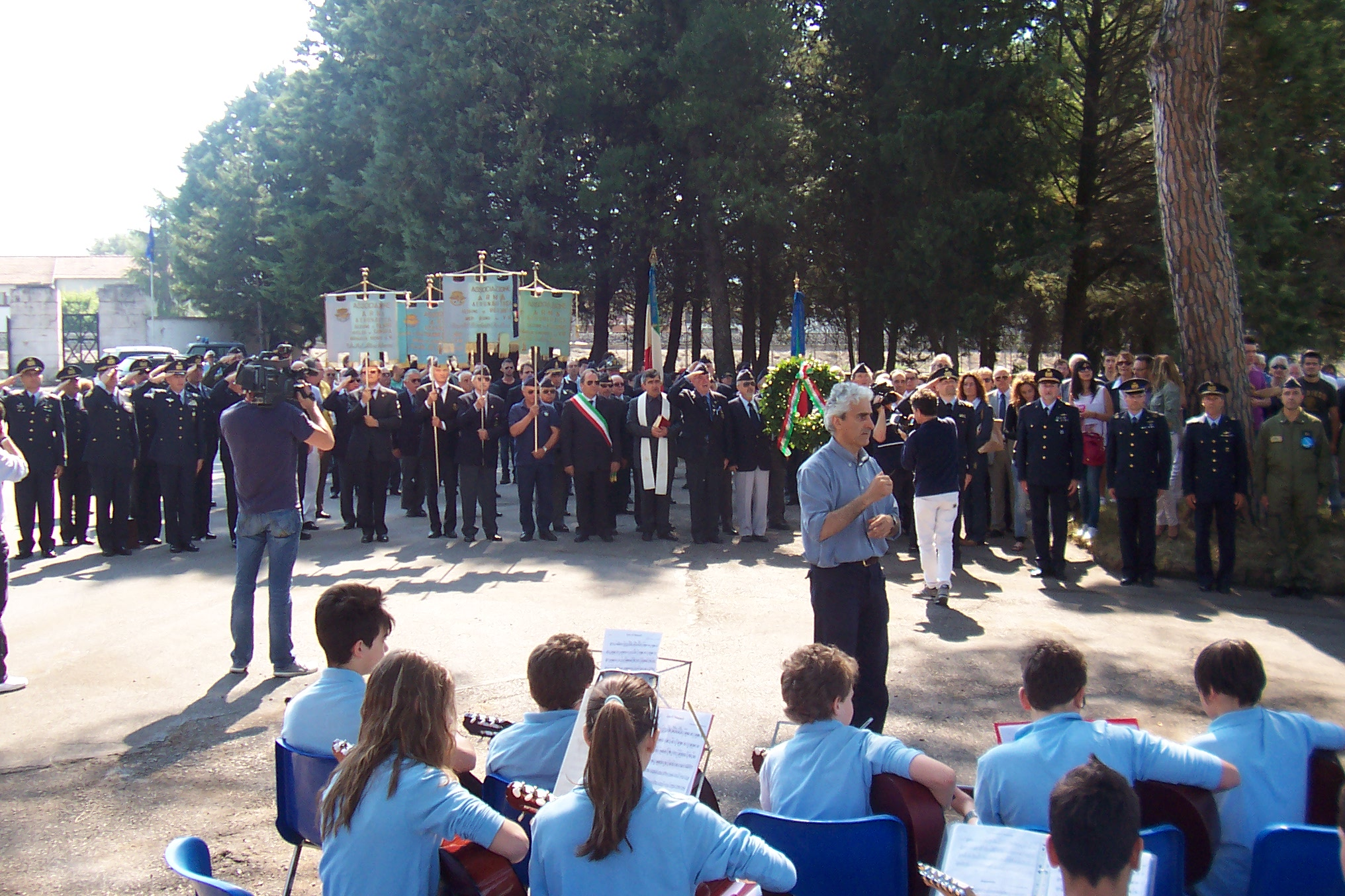
Celebrazioni dei "100 anni dell'Aeroporto di Foligno"
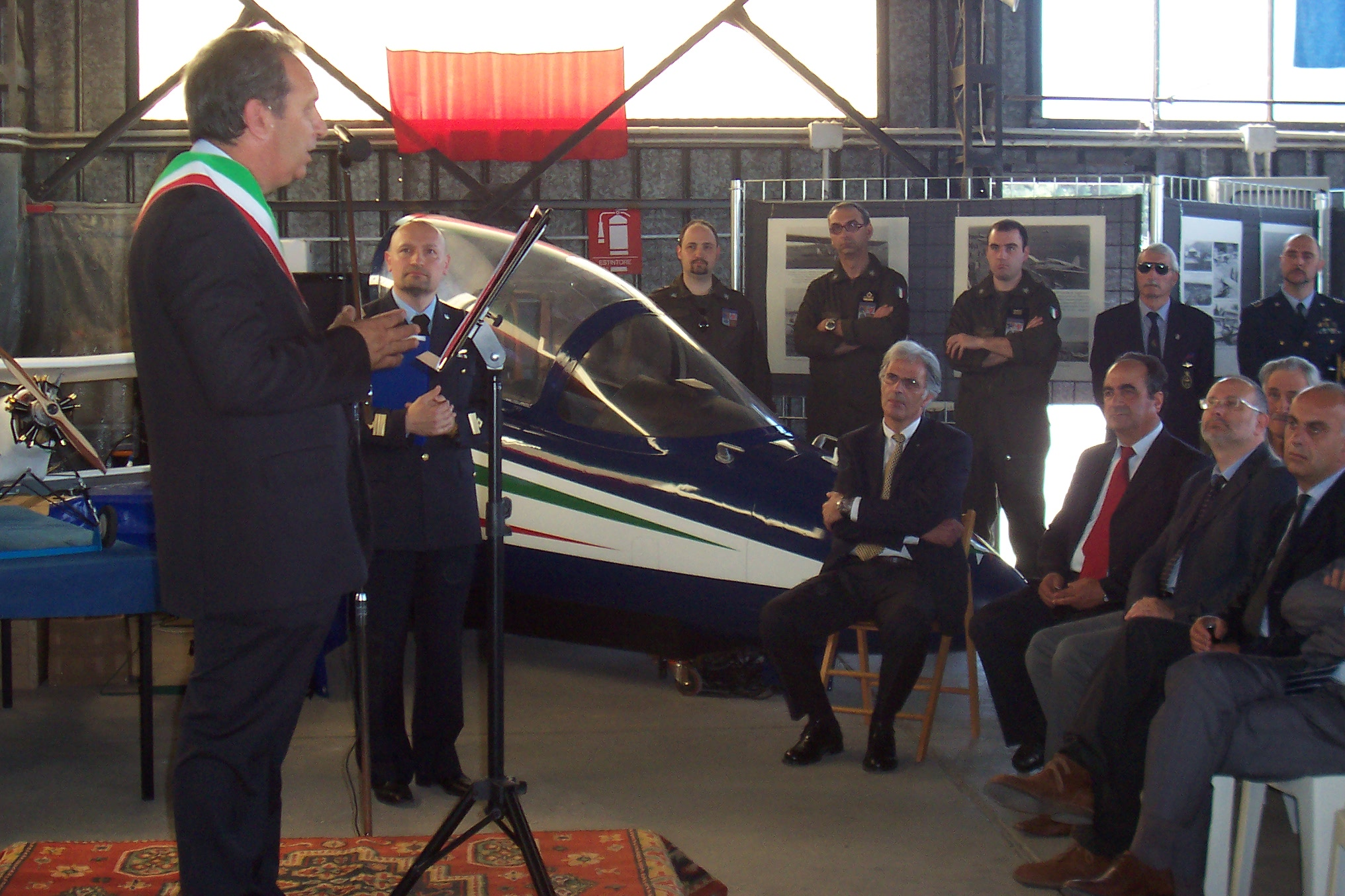
Celebrazioni dei "100 anni dell'Aeroporto di Foligno"
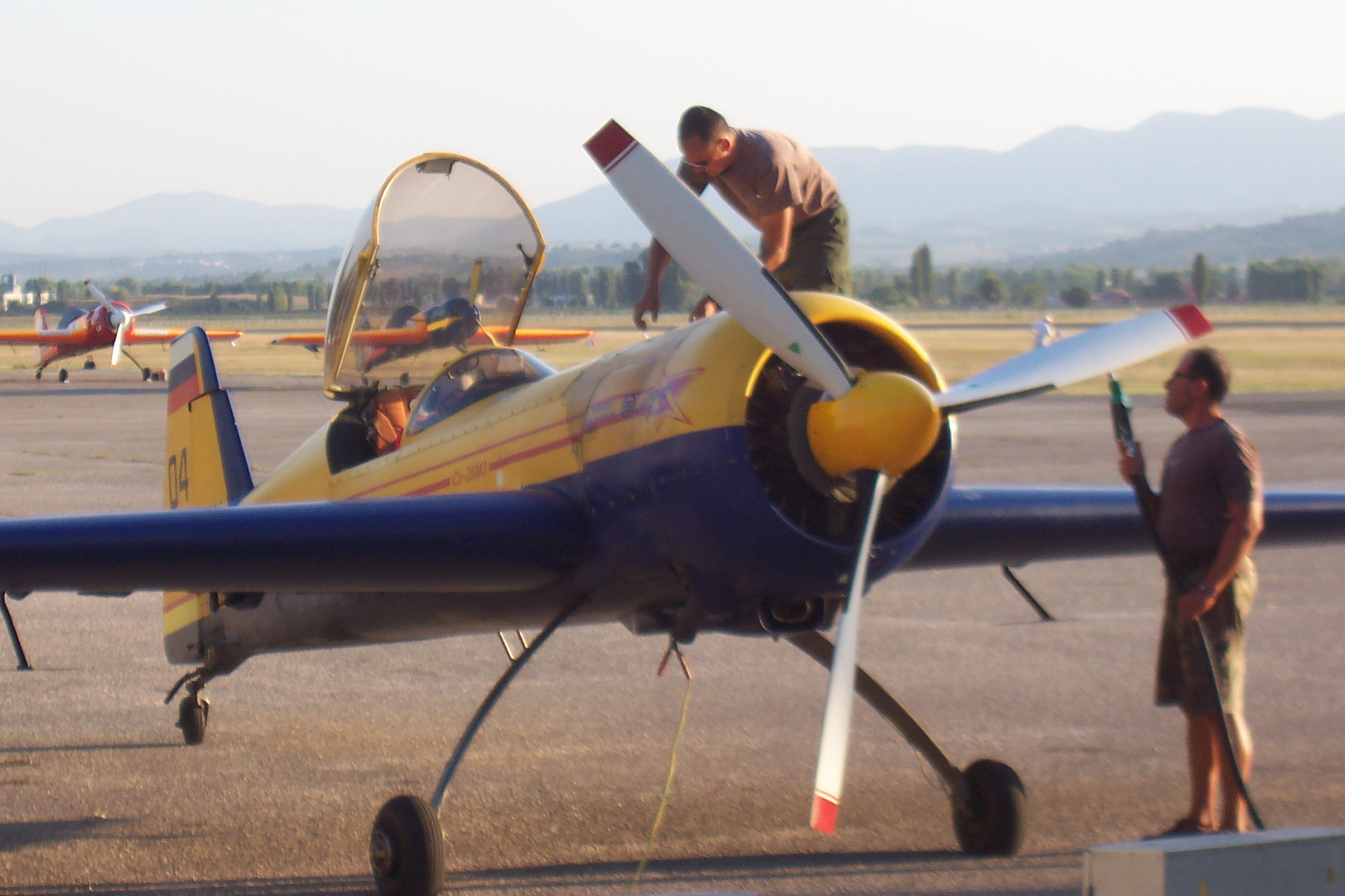
Aereo e pilota in gara WAC
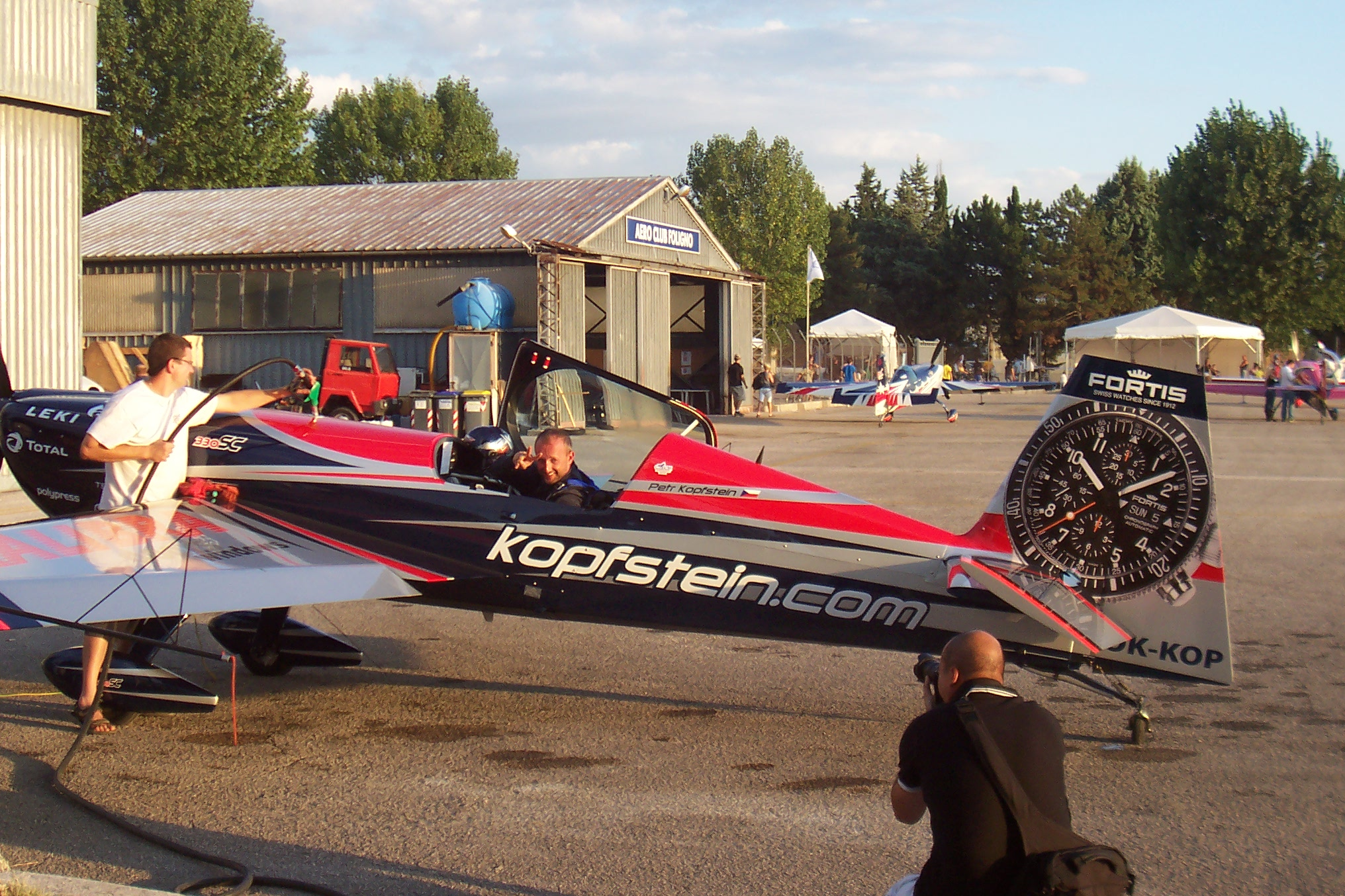
L'Extra 330SC del pilota acrobatico ceco Petr Kopfstein in gara WAC ai box
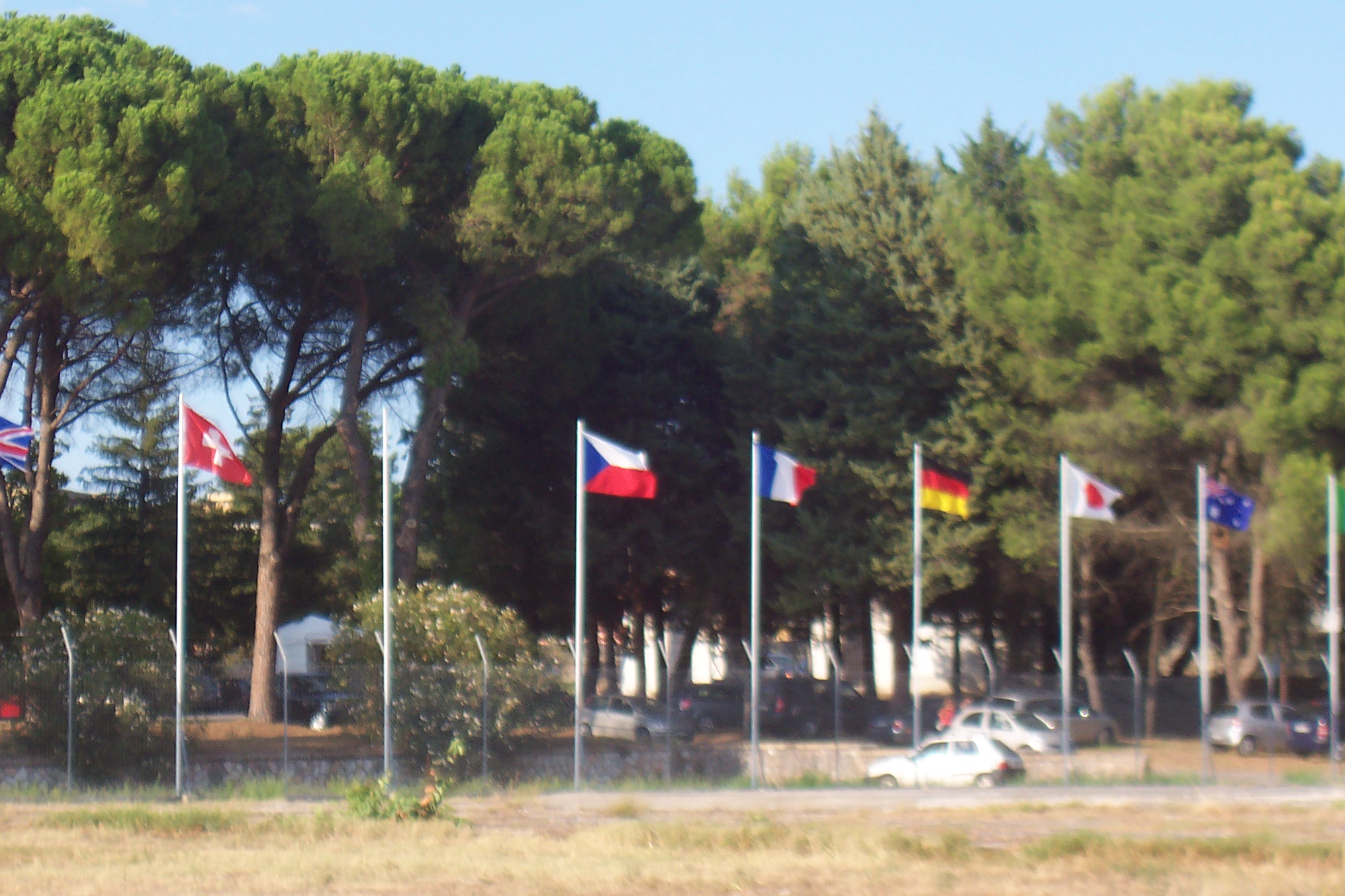
Le 19 bandiere delle nazionali partecipanti al WAC 2011